# NGC 7560
NGC 7560 est une paire d'étoiles située dans la constellation des Poissons. L'astronome suédois Herman Schultz (en) a enregistré la position de celle-ci le 5 octobre 1864.